# Португальская Индия
Португальская Индия (порт. Estado Português da Índia, Índia Portuguesa), Вице-королевство Индийское — португальские колониальные владения на полуострове Индостан.
Португальская Индия включала в себя Гоа, Дадра и Нагар-Хавели, Даман и Диу, а также Мумбаи (до 1661 года). Территории португальской Индии иногда объединяются в названии Гоа.
В самой Португалии использовалось название Estado da India («Государство Индия»). В его состав длительное время включались владения не только в самой Индии, но также цепочка колоний, основанных на торговых путях на огромном пространстве от Мозамбика до Макао. С образованием в 1752 году Португальской Восточной Африки (Estado da Africa Oriental, буквально: «Государство Восточная Африка») из состава «Государства Индия» был выведен Мозамбик, в 1844 году — Макао и уцелевшие к тому времени колонии в Индонезии Тимор и Солор. Концом португальского присутствия на полуострове стала индийская аннексия Гоа 1961 года.

## История

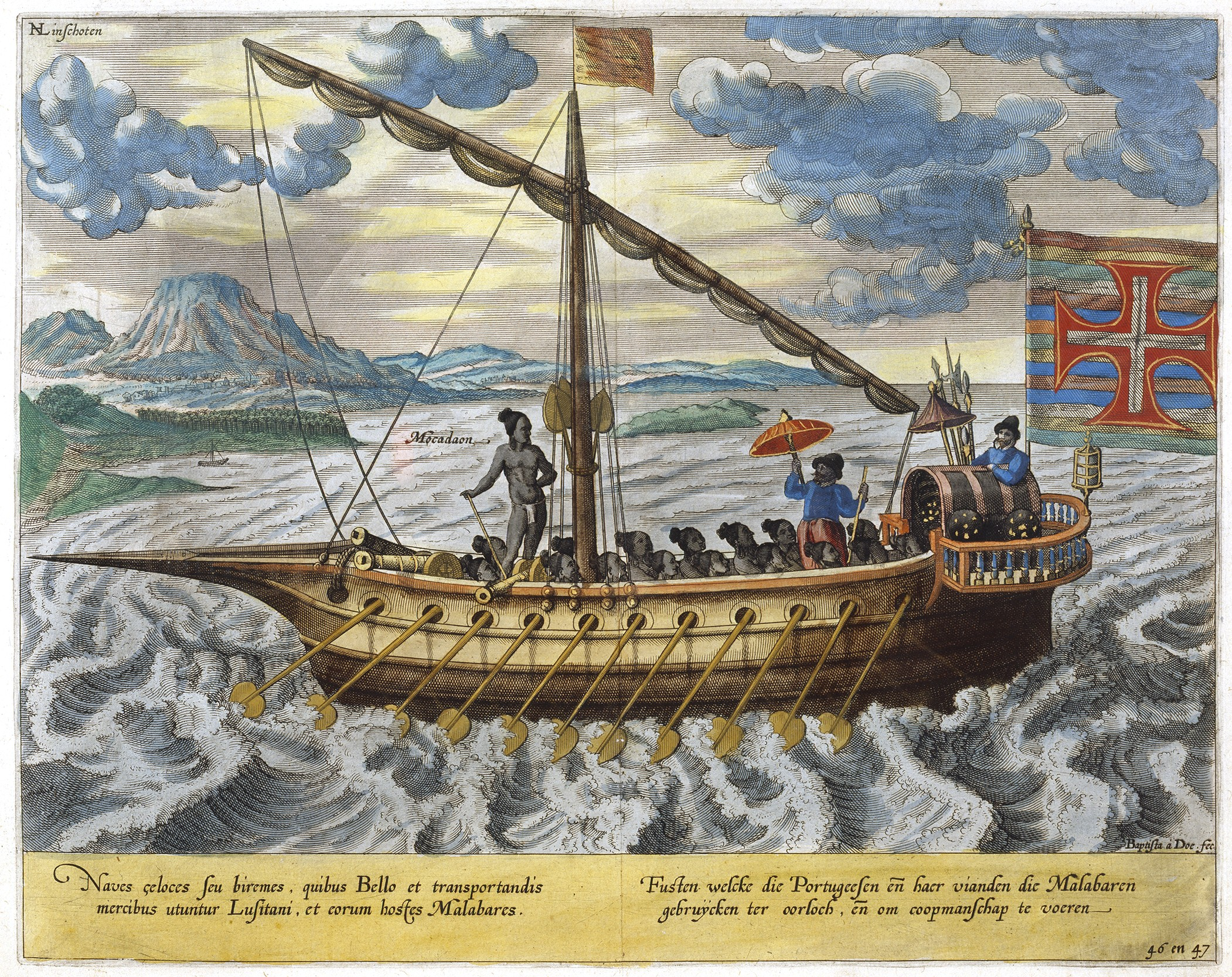
Португальский галиот с невольниками у Малабарского берега. Иллюстрация из путевого дневника Яна Гюйгена ван Линсхотена (1596).

Морской путь в Индию был открыт португальским мореплавателем Васку да Гамой в 1498 году. Португальские корабли после длительного плавания, обогнув Африку, вошли в гавань города Каликут (ныне Кожикоде), который в 1511 году стал колонией Португалии.
В 1510 году герцогом Афонсу д’Албукерки была основана португальская колония в Индии. Албукерки не замедлил укрепиться в Гоа, который планировалось превратить в оплот для проникновения вглубь континента. Вскоре началась христианизация населения — в Гоа до сих пор процент католиков выше, чем в среднем по Индии — около 27 % от населения. В 1517 году в Гоа прибыли францисканские миссионеры. Индуистские храмы в Гоа были разрушены. В 1560 году в Гоа была создана инквизиция. Из Гоа вёл свою миссионерскую деятельность св.Франциск Ксаверий.
Португальские колонисты принялись за строительство города на европейский манер — сейчас это Старый Гоа. Отныне это была столица Португальской Индии, сейчас — Панаджи. Город в нынешнем виде был построен португальцами в XVI веке.
С прибытием в XVII веке в Индию более мощных флотов Голландии и Англии Португалия утратила контроль над некогда обширной территорией в западной части страны и в начале XX века под её контролем оставалось лишь несколько районов Индии.
Три района находились в прибрежной части страны: Гоа и острова на Малабарском побережье, Даман рядом с Насиком и Диу — остров к югу от полуострова Катхиавар.
В португальскую Индию входили такие территории, как: Даман (присоединен в 1531 году); остров Салсет, Бомбей и Васаи (присоединены в 1534 году); и Диу (присоединен в 1535 году).
Бомбей (сейчас Мумбаи, крупнейший город Индии), переданный в 1661 году Великобритании в качестве приданого за португальскую принцессу Екатерину де Браганса, королю Англии Карлу II, был основан португальцами в 1534 году.
Мадрас был основан португальцами в XVI веке — изначально назывался порт Сан-Томе, позднее территория отошла к голландцам, построившим укрепления в Пуликате, к северу от современного Ченнаи.

## Современность
Индия захватила территории Дадра и Нагар Хавели в 1954 году. В 1961 году Гоа был занят индийскими войсками, став впоследствии одноименным штатом. Столица штата — Панаджи, Гоа.
Португалия признала суверенитет Индии над всеми районами лишь в декабре 1974 года. Четыре области образовали две объединённые территории — Даман и Диу, а также Дадра и Нагар Хавели.
В настоящее время на бывшие территории португальской Индии приходится 15 % туристов в Индии.